# Primatologie

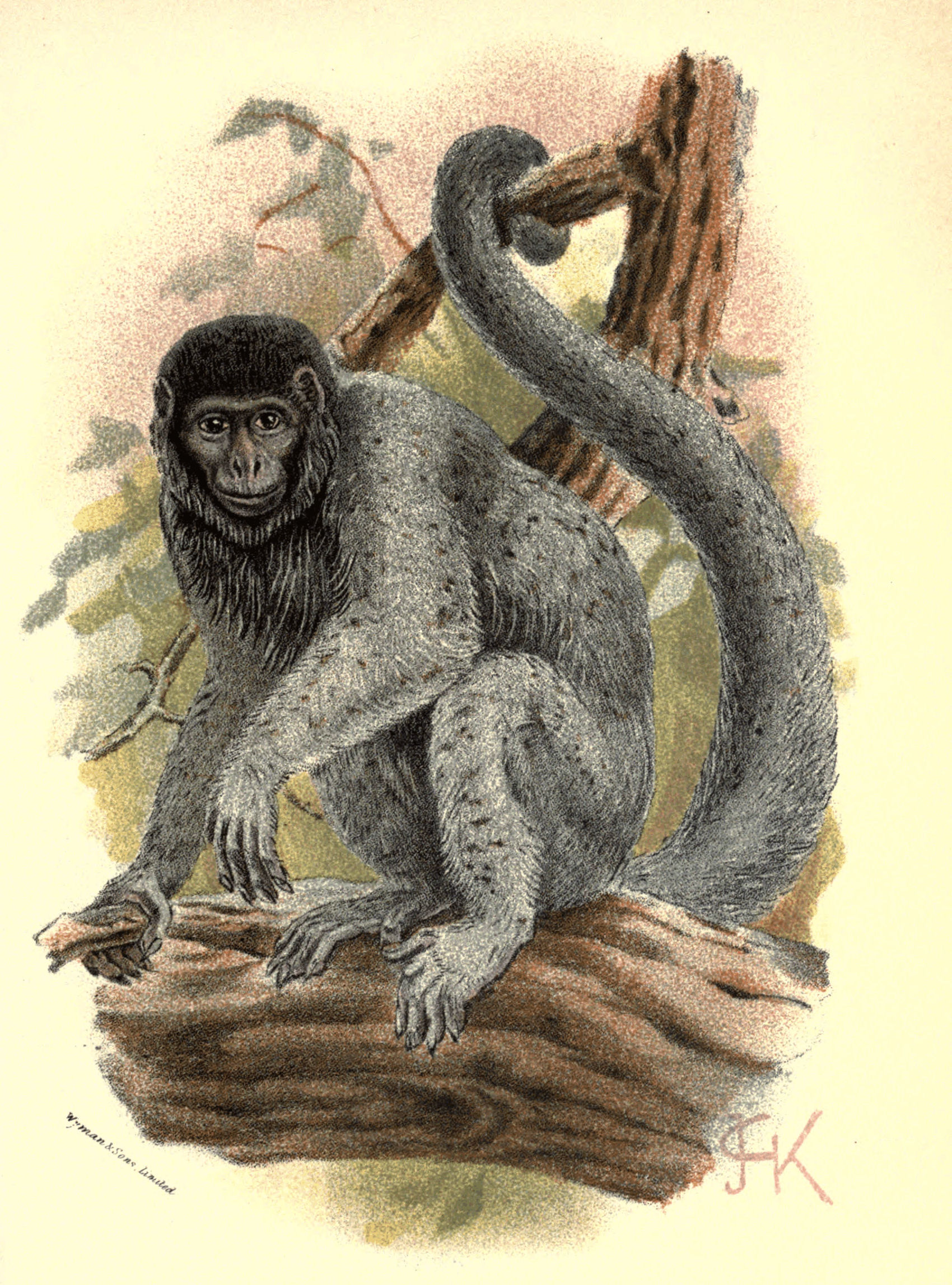
Chápan vlnatý, ploskonosá jihoamerická opice žijící především v jižní Kolumbii, patří mezi primáty

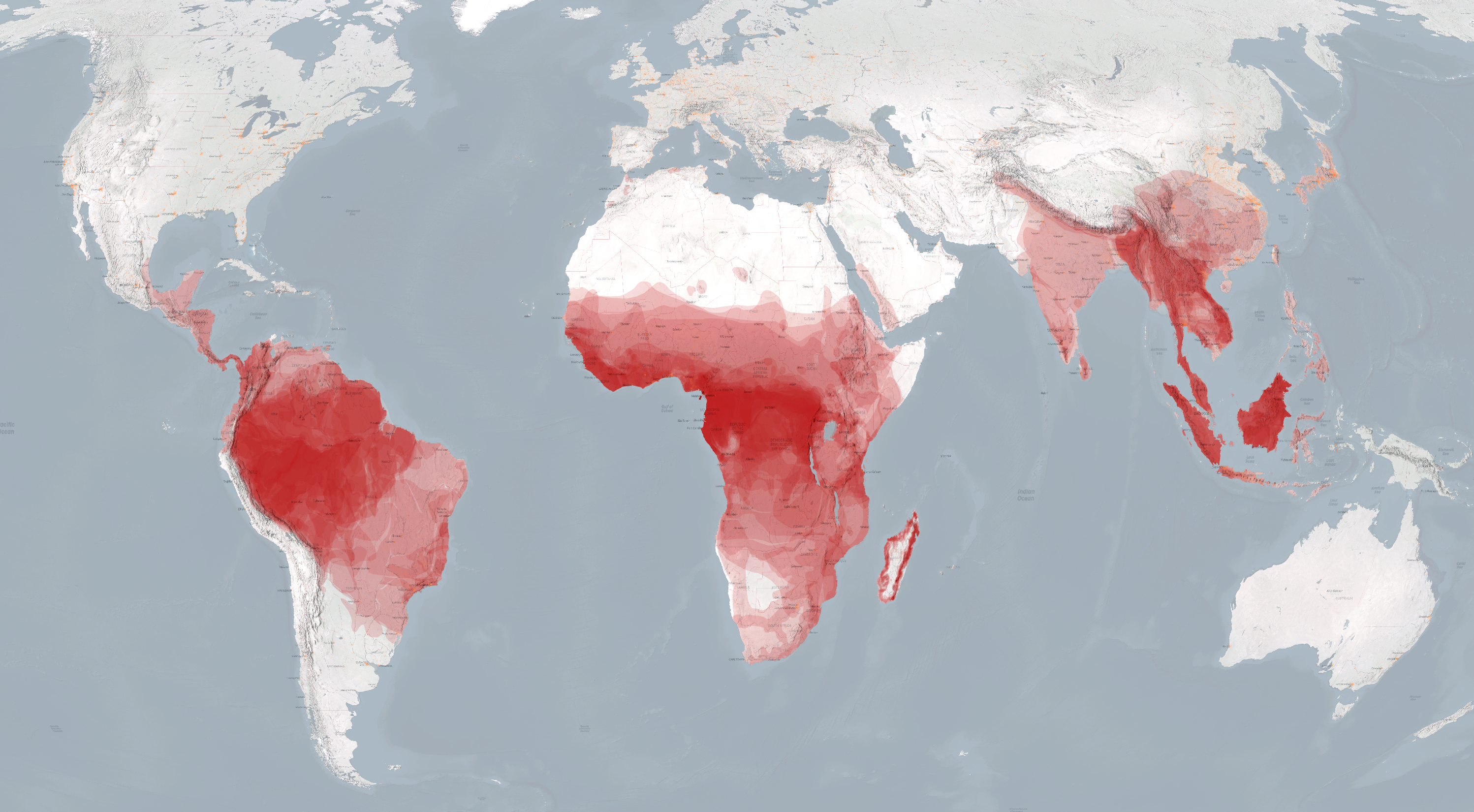
Mapa druhové hustoty primátů

Primatologie je nauka o všech primátech mimo rod člověk (tím se zabývá antropologie). Je podoborem mammalogie, nauky o savcích, jež spadá pod zoologii, nauku o živočiších obecně.